# Actinernidae
Actinernidae Stephenson, 1922 è una famiglia di esacoralli dell'ordine
Actiniaria.

## Descrizione
Come le altre Actinernoidea,  possiedono un disco pedale ben sviluppato, anche se privo di muscoli basilari.
Il corpo è cilindrico e dalla parete spessa. In certe specie è più sviluppato nella parte alta. In questo caso, è diviso in quattro o otto setti.
I tentacoli sono in numerosi e sono inspessiti nella parte arborale. La bocca è contornata da due sifonoglifi – aperture laterali che generano una corrente d'acqua con il celenteron anche quando la bocca rimane chiusa. I mesenteri sono più di 20, ben formati e di forma regolare. La loro disposizione, con i mesenteri secondari che nascono all'interno dello spazio fra due mesenteri, considerata peculiare rispetto alle altre anemoni e condivisa con la Halcuriidae.

## Ecologia
Gli adulti sono bentonici, fissati al substrato. L'individuo si sviluppa da una larva ed una planula che sono soggetti alle correnti marine, così come tutto lo zooplancton.

## Tassonomia
Descritta da Stephenson per la prima volta nel 1922, la famiglia è composta dai seguenti generi:
- Actinernus Verrill, 1879
- Isactinernus Carlgren, 1918
- Synactinernus Carlgren, 1918
- Synhalcurias Carlgren, 1914